# رافي كيشان
رافي كيشان هو ممثل هندي، ولد في 17 يوليو 1971 في الهند.

## أعمال

### أفلام
- (2009) الحظ

## وصلات خارجية
- رافي كيشان على موقع IMDb (الإنجليزية)
- رافي كيشان على موقع قاعدة بيانات الفيلم (الإنجليزية)